# Abraham Everard Simon Thomas

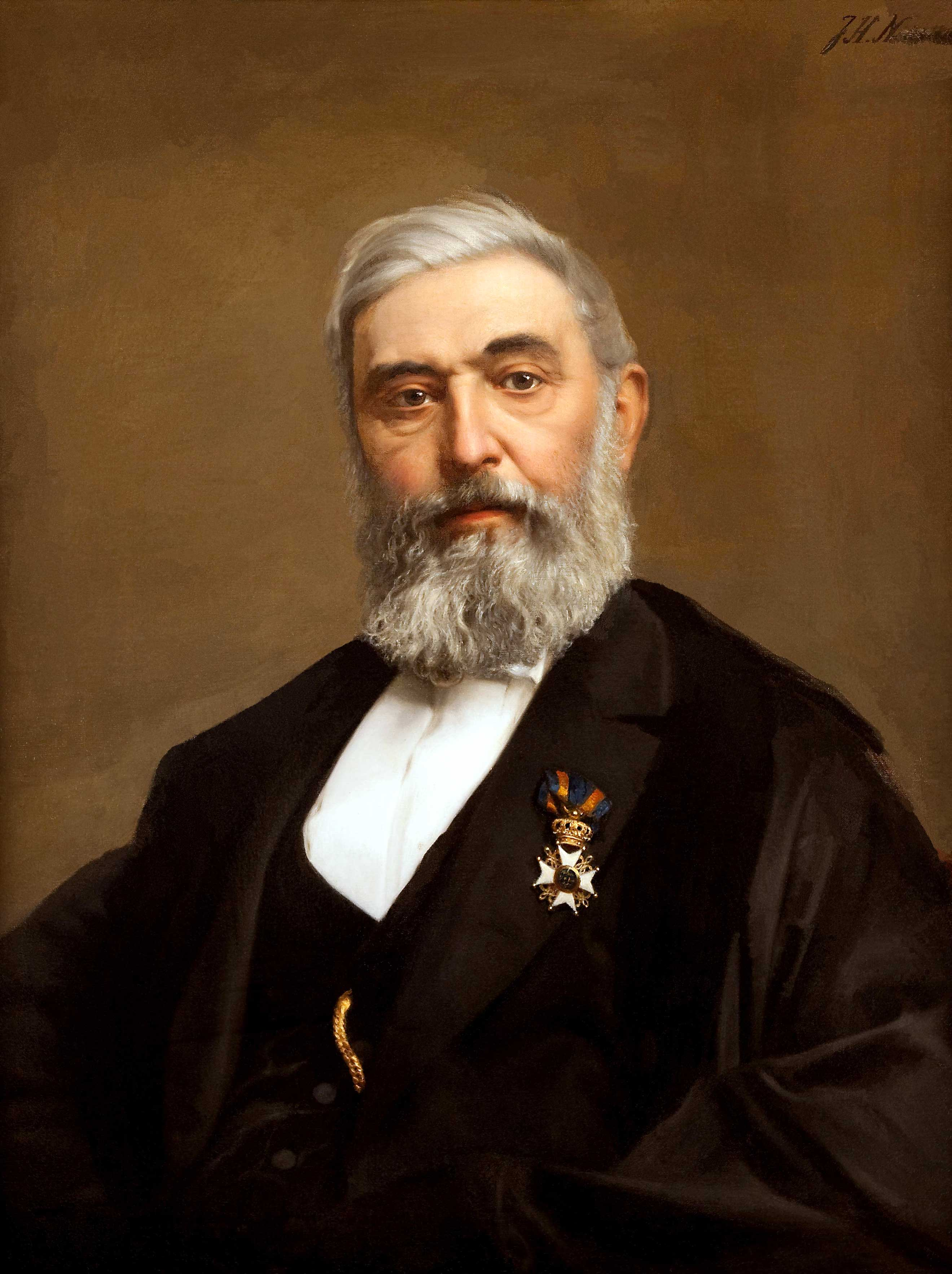
Abraham Everard Simon Thomas

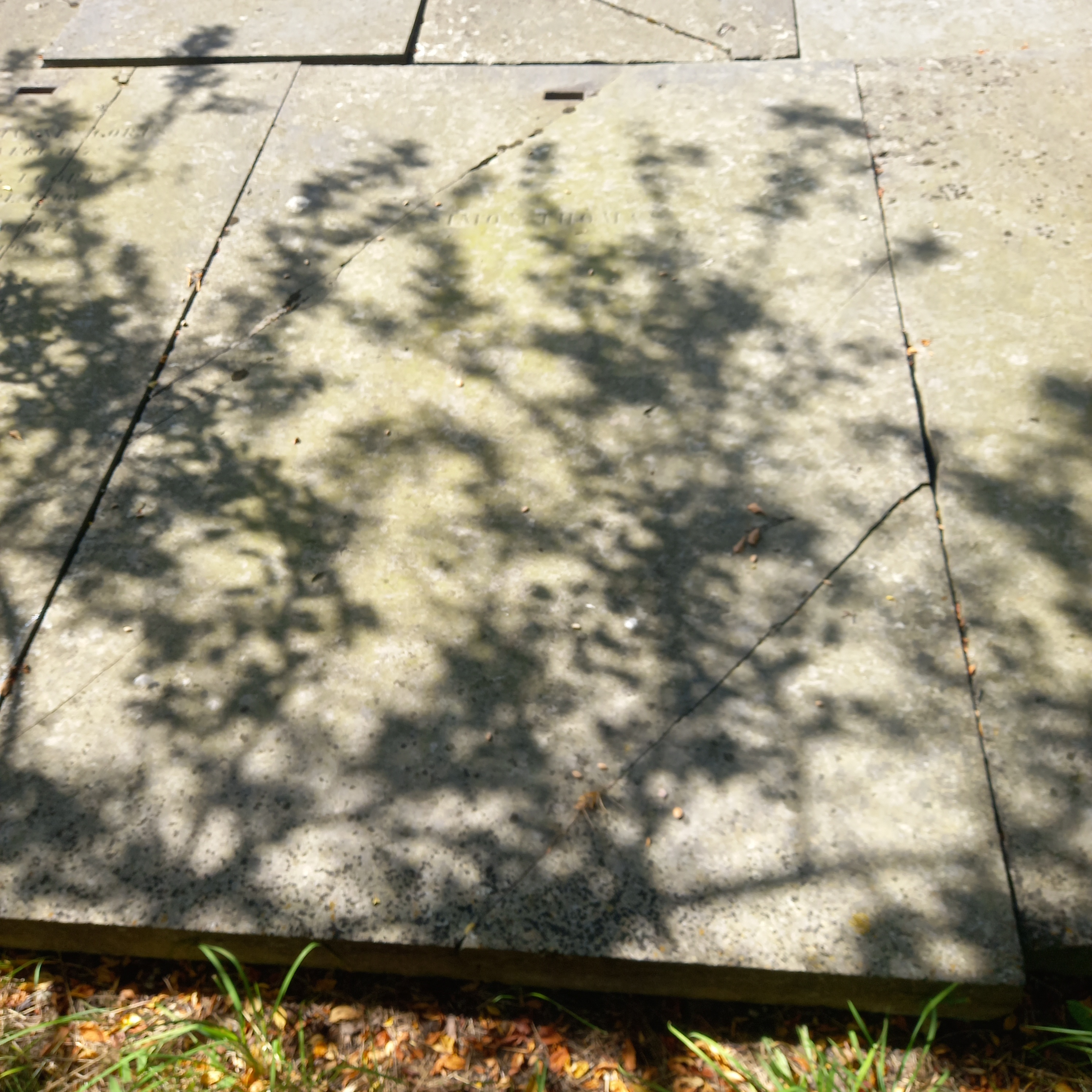
Das Grab von Abraham Everard Simon Thomas auf dem Friedhof Groenesteeg in Leiden

Abraham Everard Simon Thomas (* 6. Juni 1820 in Amsterdam; † 22. November 1886 in Hoog Soeren) war ein niederländischer Mediziner.

## Leben
Abraham Everard war Sohn des Weinhändlers Charles Menard Simon Thomas (* 24. September 1772 in Amsterdam; † 25. Mai 1821 ebenda) und dessen zweiter Frau Anna Maria Elisabeth de Wit (* 28. Oktober 1786 in Amsterdam; † 29. Juli 1868 in Leiden, verh. 24. September 1816 in Amsterdam). Nach dem frühen Tod seines Vaters sorgte seine Mutter für seine weitere Erziehung. Seinen Vornamen erhielt er von seinem Großvater mütterlicherseits Abraham Everardus de Wit (get. 30. September 1750 in Amsterdam; † 20. Mai 1821 in Breukelen), welcher sich am 31. Mai 1772 mit Maria Catharina Titsingh (* 17. Februar 1752 in Amsterdam; † 7. Dezember 1838 ebenda) verheiratet hatte und der eine wissenschaftliche Korrespondenz pflegte.
Nach anfänglicher Grundausbildung bezog er 1838 das Athenaeum Illustre Amsterdam, wo er sich bereits auf eine medizinische Ausbildung hin orientierte. Am 25. Mai 1840 immatrikulierte er sich an der Universität Leiden, absolvierte 1842 sein medizinisches Examen und arbeitete als Assistenzarzt am Binnengasthuis in Amsterdam. In Leiden promovierte er mit der Abhandlung Quaedam de morbo syphilitico am 30. Oktober 1844 zum Doktor der Medizin und erwarb am 28. April 1845 mit den Thesen zur Geburtshilfe Theses Argumenti Obstetricii quas den Doktorgrad der Geburtshilfe. Am 14. Mai 1845 zog er als Arzt nach Rotterdam, wo er sich mit einigen Arbeiten zum gynäkologischen Diagnostik und Therapie einen Namen machte. Daher berief man ihn am 22. April 1848 zum außerordentlichen Professor der Medizin an die Leidener Hochschule, mit dem Lehrauftrag für Geburtshilfe und Gynäkologie.
Dieses Amt übernahm er am 23. September 1848 mit der Antrittsrede De rite instauranda institutione de arte obstetricia. Am 25. Oktober 1849 erhielt er die Ehrendoktorwürde der Chirurgie in Leiden und errichtete 1850 eine Poliklinik für Geburtshilfe und Frauenkrankheiten in Leiden. Am 24. Juni 1857 ernannte man ihn zum ordentlichen Professor der Medizin, als welcher er sich auch an den organisatorischen Aufgaben der Hochschule beteiligte und 1859/60 Rektor der Alma Mater wurde. Das letztgenannte Amt legte er mit der Rektoratsrede De experientia medico perquam necessaria nieder. Seine Studien beschäftigten sich unter anderem mit dem Schrägverengten Becken und mit der Gebärmutternaht nach dem Kaiserschnitt. Zudem wurde er am 29. Januar 1863 durch den Gemeinderat in Leiden als Stadtgeburtsmeister und Lehrer für dortigen Hebammen angestellt.
Er war Mitglied der Gesellschaft zur Förderung Medizin und Chirurgie in Amsterdam, Mitglied der provinziellen Utrechtschen Gesellschaft der Künste und Wissenschaften, 1862 auswärtiges Mitglied der deutschen Gesellschaft für Geburtshülfe in Berlin, 1866 Honorarmitglied der Obstetrical Society in London und 1869 korrespondierendes Mitglied Gynaecological Society in Boston. Auch war er Ritter des Ordens vom niederländischen Löwen. Nach seinem Tod wurde er am 25. November 1886 im Familiengrab Groenesteeg in Leiden beigesetzt.

## Familie
19. April 1849 verheiratete Simon Thomas in Rotterdam mit Margaretha Jacoba Johanna Ballot (* 6. Juli 1822 in Rotterdam; † 8. März 1904 in Amsterdam), die Tochter des Kaufmanns Jacob Ballot (* 19. Juli 1790 in Rotterdam; † 24. Januar 1865 in Kampen) und dessen Frau Aletta Ledeboer (* 22. Oktober 1791 in Rotterdam; 4. Dezember 1834 ebenda). Aus der Ehe gingen fünf Söhne und vier Töchter hervor. Von den Kindern kennt man:
- Jean Charles Marie Simon Thomas (* 28. Juli 1850 in Leiden; † 27. Februar 1903 ebenda) er wurde ebenfalls Mediziner promovierte den 2. Oktober 1875 in Leiden mit der Abhandlung Over keering bij bekkenvernauwing  zum Doktor der Medizin und Gynäkologie, wurde Arzt in Alkmaar
- François Abraham Simon Thomas (* 6. Februar 1853 in Leiden; † 2. August 1889 in Rotterdam) promovierte in Leiden am 22. Januar 1881 mit der Abhandlung Verslag der Verlosk. Kliniek en Polikliniek aan de Rijks-Universiteit te Leiden gedurende den Cursus 1877-78 en1878-79, eröffnete in Rotterdam eine Praxis für Geburtshilfe und Gynäkologie, verheiratet 5. Oktober 1882 in Rotterdam mit Geertruida Antonia Ballot (* 8. Dezember 1862 in Rotterdam-1889 ebenda), die Tochter des Adriaan Marinus Ballot und der Maria Elisabeth Adriana Schadee,
- Jean Henri Simon Thomas (um 1854 in Leiden) promovierte am 8. Mai 1896 mit der Arbeit Bijdrage tot de operative behandeling der tuberculosis peritonei, war Arzt in Kampen
- Paul Henri Simon Thomas (* 23. September 1856 in Leiden; † 19. Januar 1936 in Utrecht), promovierte in Leiden am 23. September 1882 mit der Arbeit Over decapitatie in Leiden zum Dr. med., Arzt  in Rotterdam, Verfasser von Artikeln im Nieuw Nederlandsch Biografisch Woordenboek, verh. 23. August 1888 in Rotterdam mit Anna Christina Maria Baartz (*  7. Dezember 1864 in Rotterdam; † 16. Mai 1920 in Utrecht), Tochter des Direktors der Brauerei „dOranjeboom“ Willem Baartz (* 20. Oktober 1832 in Rotterdam; † 5. März 1923 ebenda) und Christina Wilhelmina van Hall (* 7. März 1837 in Groningen; † 10. Mai 1921 in Rotterdam), Tochter von Hermannus Christiaan van Hall und Maria Anna van Schermbeek.
- Gertrude Petronella Simon Thomas (* 11. Januar 1858 in Leiden; † 25. April 1872 ebenda)
- Jean Charles Antoine Simon Thomas (* 15. Januar 1861 in Leiden; † 3. Dezember 1938 in Den Haag), wurde 1890 mit dem Thema Propyl en isopropylnitramine zum Dr. der Chemie, Ritter des niederländischen Löwen, war Lehrer der Technologie und Warenkunde bei der Marine in Amsterdam, verh. am 5. Mai 1892 in Leiden Catharina Magaretha Rumpke (* 25. Januar 1866 in Moonikendam) Tochter von August Mattheus Lodewijk Rumpke und Magaretha Angelique Johanna Horstmann
- Josina Françoise Jeannette Reiniera Simon Thomas (* 9. Februar 1862 in Leiden-?) heiratet am 2. November 1882 in Leiden Bernard Louis Repelius (* 24. Januar 1850 Echteld; † 3. Dezember 1893 in Malang)
- Maria Elisabeth Adriana Simon Thomas (* 12. August  1863 in Leiden; † 21. Januar 1953 in Oegstgeest) verh. 21. Juli 1887 in Leiden mit dem Chemiker Cornelis Adriaan Lobry van Troostenburg de Bruyn (* 1. Januar 1857 in Leeuwarden; † 23. Juli 1904 in Amsterdam)

## Werke
Seine meisten Beiträge erschienen vor allem in der niederländischen Zeitschrift für Medizin. Jedoch sind auch eigenständige Werke entstanden.
- De ontsteking, vcrzwcring en verharding van den hals der baarmoeder, door J. H. Bennett, uit het Engelsch vertaald. Rotterdam, 1848
- Das schraeg verengte Becken von Seiten der Theorie und Praxis nach dem gegenwaertigen Stand der Wissenschaft; mit 7 lithographirten Tafeln. Leiden, 1861
- De leer van het onderzoek door verloskundigen envrouwenartsen. Leiden 1867